# رافي جافرون
رافي جافرون (بالإنجليزية: Rafi Gavron)‏ مواليد 24 يونيو 1989 في لندن، إنجلترا، هو ممثل إنجليزي/أمريكي بدأ مسيرته الفنية سنة 2006.

## الأعمال
- ماين غيمز
- الواشي
- روما
- 24
- حياة غير متوقعة

## روابط خارجية
- رافي جافرون على موقع IMDb (الإنجليزية)
- رافي جافرون على موقع ألو سيني (الفرنسية)
- رافي جافرون على موقع أول موفي (الإنجليزية)
- رافي جافرون على موقع قاعدة بيانات الأفلام السويدية (السويدية)
- رافي جافرون على موقع قاعدة بيانات الفيلم (الإنجليزية)
- رافي جافرون على موقع كينوبويسك (الروسية)